# Сотир Андрејевић
Сотир Андрејевић (Лесковац, 27. јул 1874 — Лесковац, 30. март 1915) био је српски лекар, учесник Балканских ратова и Првог светског рата.

## Биографија
Сотир Андрејевић рођен је у Лесковцу 27. јула 1874. године. Основну школу завршио је у Лесковцу, а гимназију Краљa Миланa Првог у Нишу. По завршетку гимназије одлази у Беч где уписује и завршава Медицински факултет. После завршеног факултета у Бечу враћа се у Србију и постаје лекар-помоћник у Гинеколошкој болници у Београду. Након годину дана рада враћа се у Беч где уписује и завршава специјалистичке студије из области дечијих болести.

## Живот и рад
Након повратка у земљу, Краљ Петар I, а на предлог Министра унутрашњих дела, 20. јануара 1905. године поставља др Сотира Андрејевића за лекара среза Јабланичког, округа Врањског. Средином маја 1905. године др Сотир Андрејевић постављен је за лекара среза Добричког, округа Топличког. Након три године, тачније 20. октобра 1908. године др Сотир Андрејевић постављен је за лекара среза Косаничког. По својој молби, 17. јуна 1910. године постављен је за лекара среза Власотиначког.
У периоду од 1906 до 1909. године радио је као лекар среске болнице у Лесковцу.

## Балкански ратови и Први светски рат
Као доктор др Сотир Андрејевић учествовао је у Првом и Другом балканском рату. Након балканских ратова отишао је у Албанију на опоравак, међутим здравствено стање му се погоршало, па се вратио у Дебар где је остао до потпуне демобилизације. После опоравка био је практични лекар у Лесковцу до почетка Првог светског рата.
У току Првог светског рата био је лекар Другог пешадијског пука.  Унапређен је у  чин резервног капетан I класе 20. октобра 1912. године. После Колубарске битке био је са пуком у Младеновцу, где је лечио заражене од епидемије тифуса.(1) Током лечења рањеника и сам се разболео. Вратио се кући у Лесковац где је 30. марта 1915. године преминуо од пегавог тифуса.

## Породица
Мајка Евгенија и отац Таса Андрејевић, који је био трговац.